# كلية القديس بطرس
كلية القديس بطرس ( (بالماورية: Te Kura Teitei o Hāto Petera‏) ) هي مدرسة ثانوية كاثوليكية للبنين في عرف إدموند رايس،  وأهديت للقديس بطرس. تقع في وسط منطقة أوكلاند في جرافتون، أوكلاند ، نيوزيلندا. مع قائمة تزيد عن 1300، تعد المدرسة واحدة من أكبر المدارس الكاثوليكية في نيوزيلندا.  تأسست كلية القديس بطرس في عام 1939 خلفًا لمدرسة أوكلاند الأولى (مدرسة السيد باول ، التي تأسست عام 1841) ولمدرسة القديس بطرس، التي تأسست عام 1857.   ورغم ذلك، كان لدى أوكلاند أيضًا مدرسة ثانوية كاثوليكية أخرى أهديت لسانت بيتر أو كلية هاتو بيتيرا أو كلية سانت بيتر الماورية، والتي كانت موجودة لمدة 90 عامًا من عام 1928 حتى عام 2018 في نورثكوت. 
كلية القديس بطرس أقدم مدرسة كاثوليكية للبنين موجودة في أوكلاند ولا تزال في موقعها الأصلي. [note a] قرابة 50 عامًا، كان للمدرسة إمكانية الوصول المباشر إلى محطة سكة حديد مجاورة، أنشأت خصيصًا للكلية والمعروفة في البداية باسم " محطة <b>كلية القديس بطرس</b> ". تم دمج المدرسة في نظام الدولة مع 240 مدرسة كاثوليكية نيوزيلندية أخرى في عام 1982. 
تهدف المدرسة إلى تحقيق نتائج امتحانات متنوعة وموجهة نحو الأسرة ومجتمعية طيبة.  

### منازل

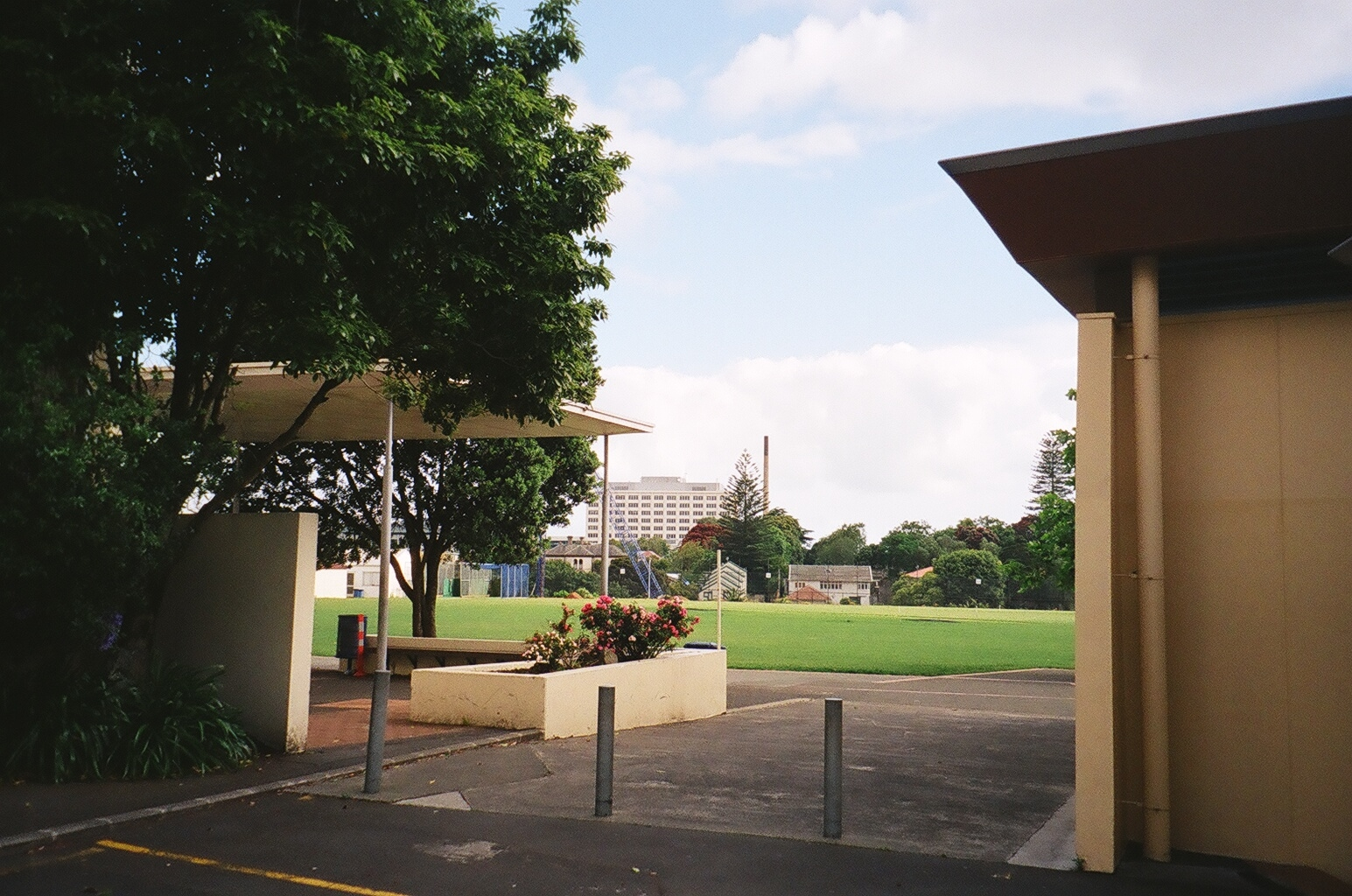
ملعب الكريكيت في كلية سانت بيتر (St Peter's Oval) ومنتزه Outhwaite (2009)

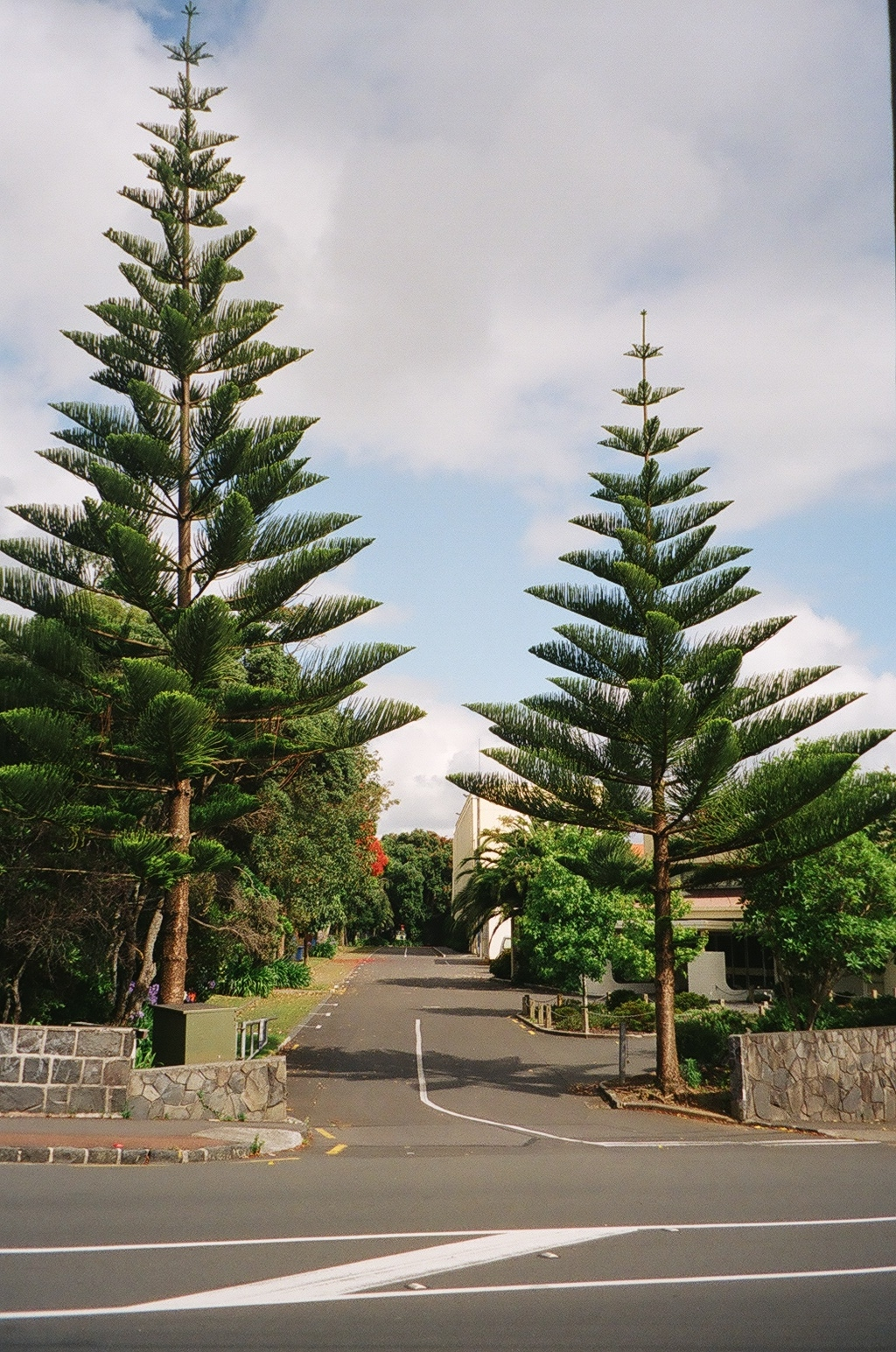
مدخل كلية القديس بطرس (الموقع السابق لطريق ريفز) ، 2009